# Lâu đài Loarre

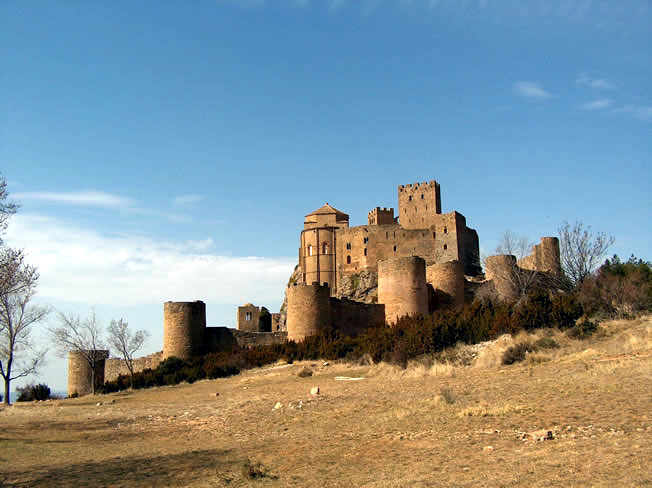
Lâu đài Loarre

Lâu đài Loarre là một pháo đài theo phong cách Romanesque ở tỉnh Huesca, Aragon, Tây Ban Nha. Lâu đài nằm ở chân đồi Pyrenees và nhìn ra đồng bằng Sotonera phía nam Huesca.
Lâu đài chủ yếu được xây vào thế kỷ 11 và 12 khi đó khu vực này là biên giới giữa Thiên Chúa giáo và Hồi giáo do đó lâu đài này có tầm quan trọng. Tòa nhà đầu tiên trong hai toà nhà lớn được bắt đầu xây khoảng năm 1020, khi Sancho el Mayor (1063-1094) chiếm lại vùng đất xung quanh từ tay những người theo đạo Hồi. Có ít nhất 3 tháp, hai trong số đó vẫn còn đến ngày nay, đó là tháp Tôn kính (Torre del Homenaje) và "Tháp Nữ hoàng" (Torre de la Reina), cũng như một nhà nguyện dành cho Thánh Mary của Valverde và các bức tường nối. Tháp Tôn kính được xây ở vị trí riêng biệt ở phía trước pháo đài được nối với khu vực chính bằng cây cầu gỗ. Tháp Tôn kính có một tầng hầm và 5 tầng. Torre de la Reina có một tầng ngầm và 3 tầng, có 3 bộ cửa sổ vòng cung đôi, với các cột theo phong cách Rô man và Lombard. Nhà nguyện gồm một gian giữa một phòng đơn với một khu tụng niệm ở phía đông với một vòm cuốn. Mái bằng gỗ gốc của khu tụng niệm đã được thay bằng một vòm cuốn vào cuối thế kỷ 11.

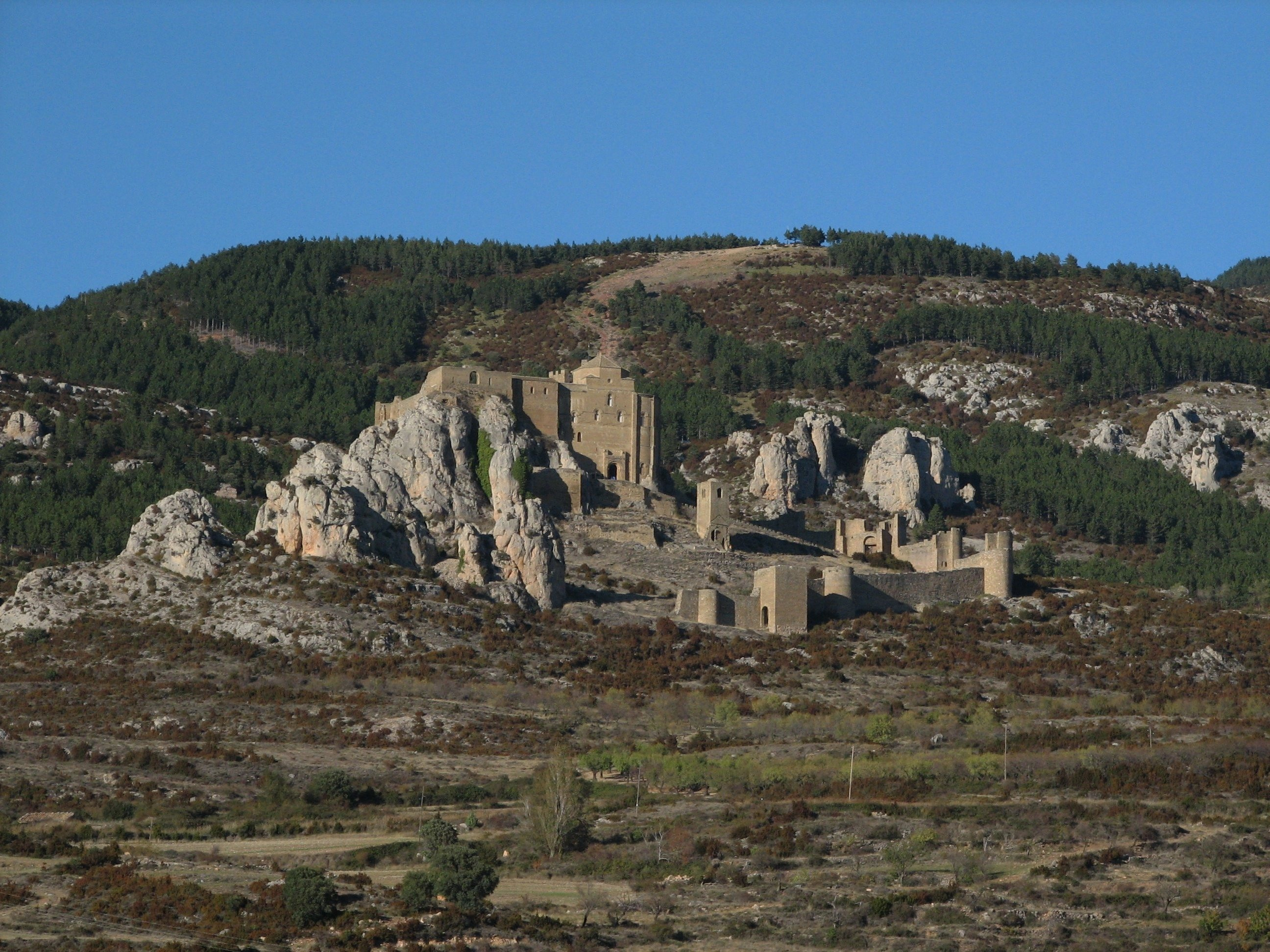
Lâu đài nhìn từ xa

Sau năm 1070, Loarre đã trở nên quan trọng hơn. Năm 1073, vua Sancho đã cho lắp đặt một số ca nông Augustinia, và từ Loarre ông đã chuẩn bị xâm chiếm Huesca năm 1094. Năm 1097, người kế vị ông Peter I của Aragon và Navarre, đã hiến dâng toàn bộ lâu đài Loarre cho Montearagon. Điều này cho thấy chương trình xây dựng lớn thứ hai đã diễn ra trong giai đoạn 1073 và 1097, và phần lớn khu lâu đài này có niên đại từ giai đoạn này. Việc trang trí tiếp tục đến thế kỷ 12.
Tường thành ngoài cùng của lâu đài và 9 tháp đã được xây vào thế kỷ 13 hoặc 14. Nhà thờ và lâu đài đã trải qua nhiều giai đoạn trùng tu, trong đó đợt trùng tu lớn là vào năm 1913 và các đợt khác, đặc biệt vào thập niên 1970 với việc xây lại nhiều tường thành và tháp đã hư trước đó